# Alpenus cincticorpus
Alpenus cincticorpus là một loài bướm đêm thuộc phân họ Arctiinae, họ Erebidae.